# Jean Wyllys
Jean Wyllys (sinh ra Jean Wyllys de Matos Santos vào ngày 10 tháng 3 năm 1974 ở Alagoinhas, Bahia, Brasil) là một giảng viên, nhà báo và chính khách người Brasil, nổi danh sau khi giành chiến thắng trong mùa thứ năm của Big Brother Brasil. Ông cũng được chú ý với vai trò là thành viên quốc hội đồng tính công khai thứ hai của Brasil và là nghị sĩ đầu tiên là nhà hoạt động vì quyền của người đồng tính. Ông được so sánh với Harvey Milk vì những đóng góp của ông. Vào năm 2019, xuất phát từ đe dọa giết người, ông đã từ bỏ ghế Quốc hội của mình.

## Cuộc đời
Wyllys sinh ra tại Alagoinhas, thuộc bang Bahia phía đông bắc, là một trong bảy người con. Mẹ ông là một thợ giặt và cha ông là một thợ sơn xe hơi bị nghiện rượu. Wyllys theo học tại một trường nội trú, nơi cho ông cơ hội được học hành tốt hơn những đứa trẻ bình thường trong làng. Wyllys sau đó chuyển đến Salvador và hoàn thành bằng báo chí tại Đại học Liên bang Bahia.